# 1958年のメジャーリーグベースボール
以下は、メジャーリーグベースボール（MLB）における1958年のできごとを記す。
1958年4月14日に開幕し10月9日に全日程を終え、ナショナルリーグはミルウォーキー・ブレーブスが2年連続12度目のリーグ優勝で、アメリカンリーグはニューヨーク・ヤンキースが4年連続24度目のリーグ優勝であった。
ワールドシリーズはニューヨーク・ヤンキースがミルウォーキー・ブレーブスを4勝3敗で破り、2年ぶり18度目のシリーズ制覇となった。
この年から本拠地の西海岸移転でブルックリン・ドジャースはロサンゼルス・ドジャースに、ニューヨーク・ジャイアンツはサンフランシスコ・ジャイアンツとなった。
1957年のメジャーリーグベースボール - 1958年のメジャーリーグベースボール - 1959年のメジャーリーグベースボール

## できごと
ナショナルリーグは、ニューヨークの2球団が揃ってカリフォルニア州に移動して、フランチャイズがこれまでの東部偏重から、全米に広がっていった。ただペナントレースは前年の覇者ミルウォーキー・ブレーブスが強く、2位パイレーツに8ゲーム差をつけての連覇となった。ウォーレン・スパーン(22勝）が最多勝、ルー・バーデッドが20勝、ハンク・アーロンが本塁打30本、エディ・マシューズが32本で投打ともに主軸は堅調であった。フィリーズのリッチー・アシュバーン (打率.350)が首位打者となり、シカゴ・カブスのアーニー・バンクス (本塁打47本・打点129)が本塁打王と打点王を獲得し、リーグMVPとなった。バンクスは前年から1960年まで4年続けて40本塁打・100打点を達成し、翌1959年もリーグMVPとなった。サンフランシスコに移ったジャイアンツは前年6位から3位に上がり、ウィリー・メイズ(盗塁31が3年連続盗塁王となり、またプエルトリコから来たオーランド・セペダ(打率.312)が新人王を獲得した。逆にドジャースは前年3位から7位に下がった。有力選手の高齢化もあったが、キャンパネラ捕手がシーズン前に自動車事故で選手生命を絶たれたのが痛かった。
アメリカンリーグはニューヨーク・ヤンキースがリーグ4連覇となり、ボブ・ターリー(21勝)が最多勝でサイ・ヤング賞、ホワイティ・フォード(14勝)が防御率2.01(最優秀防御率)、ミッキー・マントル(本塁打42本)が本塁打王を獲得した。レッドソックスのテッド・ウィリアムズ (打率.328)が2年連続6度目の首位打者となり、これが彼にとって最後のタイトルとなった。そして同じレッドソックスのジャッキー・ジェンセンが自己最高の本塁打35本・打点122で打点王とリーグMVPに選ばれた。
前年と同じ顔合わせとなったワールドシリーズは、第4戦で1勝3敗と追い込まれたヤンキースが立て直し、3連勝して2年ぶりに優勝した。ハンク・バウアー(後のオリオールズ監督)が通算シリーズ17試合連続安打を記録し本塁打4本・打点8・打率.323の大活躍であった。

### 新天地
ドジャースがブルックリンからロサンゼルスへ、ジャイアンツがニューヨークからサンフランシスコへ移った。ドジャースのオマリーはここまでロサンゼルスへの移転の準備を慎重に進めていたが、ジャイアンツのストーンハム会長は急転直下の決断で準備が不足し、球場用地を確保しつつ、当分の間はサンフランシスコ・シールズの本拠地シールズ・スタジアムを借用することにした。しかしこのマイナーリーグで使われた球場は2万2,900人程度の収容力しかなく、ドジャースが広く大きなロサンゼルス・メモリアル・コロシアムを借用して、移転したこの年に年間184万5,556人の有料入場者を集めたのに対して、ジャイアンツは127万2,625人であった。それでも前年のニューヨークで65万923人に比べ、倍近い観客動員数であった。
すぐに新しい球場をサンフランシスコ市の南で海に近いキャンドルスティック岬に建設する方針を立て、ジャイアンツの経営陣は暖かく晴れた日の昼に下見して湾を見下ろす岬に球場を作ることを決めた。この新球場は2年後の1960年に完成しキャンドルスティックパークと呼ばれた。すぐにこの球場は夕方になると猛烈な海からの強風に悩まされ、霧も出て夏でも毛布とダウンコートが必要であり、しかもアブや蛾などの虫に悩まされることで有名な球場となった。一方ドジャースは、移転前からオマリーが土地を購入し、ロサンゼルス市が球場を建設して、ドジャースが借りる形でドジャースタジアムの建設を進め1962年に完成した。それまでは1932年の夏季五輪のメイン会場で後の1984年の夏季五輪でもメイン会場となったロサンゼルス・メモリアル・コロシアムを4年間使用した。
最大で9万人を収容できるスタンドはすぐに観客動員数の新記録を作った。しかし選手にとっては、このコロシアムは不評であった。もともと陸上競技場として建設されフットボール場としても使われた卵型の形状なので、そこへ野球を行うために左翼76.7ｍ、左中間97.5ｍ、中堅128ｍ、右中間134ｍ(仮フェンスまで115.8ｍ)、右翼119ｍ(仮フェンスまで91.4ｍ)という歪な球場であった。右翼方向は観客席までの間に仮フェンスを置いてラッキーゾーンとしたが、だだっ広い芝生だけの空き地であり、左打者にとっては不利な球場であった(エベッツ・フィールドは左翼106ｍ、中堅120ｍ、右翼90.5ｍ）。左打者のデューク・スナイダーはそれまで本塁打40本以上を5年続けて打っていたが、1958年以降20本にのせたのは1回だけ(翌年23本）で、あとは10数本に落ちた。彼は「ここを野球場と呼ぶことは出来ない」と語った。逆に右打者にとってはポロ・グランズ並みの左翼の近さでネットで12ｍの高さに補強しても、高いレフトフライを打ち上げれば簡単にスタンドに入ることからスイッチヒッターが右投手の場合でも右打席に入ったこともあったという。ドジャースは50年代の強力な打線から、60年代にコーファックスとドライスデールの左右のエースを持つ投手王国へ変わっていった。
1958年4月8日、ロサンゼルス・メモリアル・コロシアムで最初のメジャーリーグ試合として、ドジャース対ジャイアンツ戦が行われ、ビジターのジャイアンツが勝ったこの試合の観客数は7万8,672人で、3連戦で16万7,204人を集めた。

### キャンパネラの悲運
ドジャースの名捕手ロイ・キャンパネラは、1921年生れでニグロリーグで活躍し、1945年の秋にニグロリーグのオールスターと大リーグのオールスターが対戦した時に当時ドジャースのコーチであったチャック・ドレッセンがドジャースのブランチ・リッキーGMに推薦して認められ、やがてドジャースに入団した。ジャッキー・ロビンソンの入団から1年後であった。2年半をファームで過ごし1948年からドジャースの正捕手となった。1951年、1953年、1955年と3回ナショナルリーグのMVPに選ばれ、それまでのミッキー・カクレーン、ビル・ディッキー、同時代のヨギ・ベラと並んで歴代捕手の中で必ず名前が出てくるほどの名手であった。ロサンゼルスに移って最初のシーズンが始まる前の1958年1月28日深夜、ニューヨークで自分が経営するレストランを出て自動車で帰途についた時に、あいにくの寒波で凍った道路を走行中にスリップして車が横転し、脊髄と頸骨を損傷して、病院に運ばれた。生きているのが不思議なほどだったと言われ奇跡的に一命は取り止めたが半身不随で車イス生活となった。10年間で1215試合、4205打数1161安打、本塁打242本、打点856、通算打率.276。ヨギ・ベラとともに近代野球の捕手のスタイルを確立したと言われ。打撃ではベラが上であっても、守備ではキャンパネラに軍配を上げる人が多かった。1949年のワールドシリーズでヤンキースのトミー・ヘンリックとフィル・リズートが、塁上でキャンパネラの牽制に刺され、リズートは後に「三塁にいて捕手の牽制に刺されたのは、後にも先にも生涯であの時の1回だけだ」とキャンパネラを讃えた。彼がロサンゼルスに移ってプレーすることは不可能となったが、翌1959年5月7日にシーズン中でありながらエキシビジョンゲームとしてキャンパネラの引退試合が行われ、車イスでチームメイトのピー・ウィー・リースに押されながらロサンゼルス・メモリアル・コロシアムに現れたキャンパネラに9万3,103人の観客から惜しみない拍手が送られ、場内が暗くなって観客一人ひとりがペンライトで灯りを灯し、空に花火を打ち上げて彼を讃えた。キャンパネラの目から涙が流れていつまでも止まらなかった。(1969年殿堂入り)

### メジャーリーガーの年俸
この年にマイナーリーグのドラフト会議が始まり、危機にあるマイナー球団への補助金(AAA級の2万2,500ドルからD級の3,000ドルまで）制度が設けられ、新人選手の高額な契約金の抑制にコミッショナーが動いている中で、選手協会はオーナー側にテレビ・ラジオ放送料収入の25％を選手の年俸総額に組み込むことを要求し、オーナー側が拒否すると選手側は各球団とも総収入の20％を選手に還元することを経営者に要求した。この時に選手協会代表のロビン・ロバーツは、球団の総収入に占める選手の年俸総額は14％に過ぎず、しかも年々縮小していて、そして新人選手の契約金の総額はメジャーリーガー400人分の年俸に相当し、メジャーリーガーの一人当たり平均年俸額は約1万5,000ドルで低い給料に甘んじていることを強調した。
ちなみにこの1958年末の交渉で翌1959年の年俸が決まったが、1959年の各球団の選手給与の総額はおよそ800万ドルで、1球団当たり約50万ドルと見積もられている。球団別ではニューヨーク・ヤンキースがトップで約70万ドルであったと見られているが、その内ミッキー・マントルは8万ドルの年俸額であった。

### アメリカ議会の動き
前年1957年2月に連邦最高裁がプロフットボールに対して「フットボール機構の内に含まれる全米を対象とする事業について、このスポーツ企業を反トラスト法の適用範囲の内に置くものである」とする判例が出た。この全てのアメリカを対象とする要素を持つと言えばメジャーリーグも、マイナーリーグの球団を持ち全米を飛び回り、テレビ・ラジオに全国的な野球中継を行う放送網があり、広告は1つの州に収まらず複数の州で広告収入があり、このことで比較されるとフットボールには厳しくベースボールには甘いという指摘がなされて、下院反トラスト委員会のセラ委員長が夏から公聴会を開いて野球が反トラスト法の対象となるか検討を始めた。
1915年のフェデラルリーグの提訴から始まり、長期の裁判を経て1922年に決着した「1922年の最高裁の判例」でも裁判官の間で議論になったのは、野球ビジネスが「もっぱら州で行われる行事」と見なすか、州をまたぐ「州際通商」と見なすかであった。州の行事であればもはや連邦政府が関与する問題ではなく（州政府が関与すべき問題）、連邦政府が独占禁止法を適用できるのはあくまで複数の州をまたぐ「州際通商」でなければならなかった。そして州の間で行う通商ではなく、野球は反トラスト法の適用範囲に入らないとしたのが1922年の最高裁の判例であり、1953年のトゥールソン訴訟でも最高裁は1922年の判例を支持した。この議論は選手に自由がなく意に反してトレードされて従わなければ引退しか選択が無い「保留条項」の問題と絡んでいた。その前年1952年に同じ委員会が独占禁止法に違反しているか調査したうえで保留条項は必要悪であるとして違法とはされず、野球は反トラスト法の適用範囲ではないとした「セラ報告書」を提出してからまだ6年しか過ぎていなかった。
そして1958年1月にこの同じ委員会は保留条項の問題についてチームの実力の平均化を図るために「適度に必要なものである」とする一方で、球場・売店・駐車場などのプロスポーツの商業的な側面のみを反トラスト法の適用を受けるとした妥協的な法案を提出した。しかしこの法案は「セラ法案」と呼ばれたが野球機構から猛烈な反対を受けた。そしてよりメジャーリーグのオーナーの立場に近いケネス・キーティング下院議員（ニューヨーク州選出。この年秋に上院議員に当選し6年後の1964年にロバート・ケネディと議席を争い敗れて引退した。）が、このセラ法案からより適用範囲を狭めた「キーティング＝ウォルター法案」を提出して、6月24日にこの法案の方が先に下院で可決された。この「キーティング＝ウォルター法案」はその後上院に回されて、7月9日に上院反トラスト委員会（委員長　エステス・キーフォーバー）が7月9日と15日からの5日間にかけて公聴会を開いた。この公聴会にケーシー・ステンゲル（当時のヤンキース監督）、ボブ・フェラー（元インディアンス投手）、ジャッキー・ロビンソン（元ドジャース二塁手）、フォード・フリック（当時のコミッショナー）らが呼ばれて証言をした。コミッショナーはこの「キーティング＝ウォルター法案」を支持していたが、結局8月になって廃案となった。
アメリカ議会の動きはこれで終わらなかった。翌1959年になると上院反トラスト委員会のキーフォーバー委員長が、ベースボール・アメリカンフットボール・バスケットボール・アイスホッケーのプロスポーツに対して共通の法律的措置を加え、これまでくすぶっていた独占禁止法に関する問題を解決することが必要だと述べた。これは実は野球機構などを反トラスト法の適用範囲に含めたうえで幾つかの側面については除外することを目指していた。この法案とともに前年に提出したキーティング上院議員(前年は下院議員)が、これらのスポーツを逆に反トラスト法の枠外に置くことを目的とした法案を出した。この上下両院を舞台とした野球機構と反トラスト法との問題の議論は、この後に1960年までえんえんと続いた。

### 記録
- 5月13日、スタン・ミュージアルが16年ぶりに史上8人目となる3000安打を達成。

### その他
- この年のロサンゼルス・ドジャースの観客動員数は184万5,556人で前年ブルックリンでは102万8,256人であった。サンフランシスコ・ジャイアンツの観客動員数は127万2,625人で前年ニューヨークでは65万923人であった。一方ニューヨーク・ヤンキースの観客動員数は142万8,438人で、前年より約7万人少なくなった。1957年にはニューヨークの3球団合わせて約300万人が野球試合の有料入場者であったのが、翌1958年には2球団が消えて、残ったヤンキースの有料入場者数も減り、半分以下となった・

## 最終成績

### レギュラーシーズン
| 順 | チーム                         | 勝利 | 敗戦 | 勝率 | G差  |
| -- | ------------------------------ | ---- | ---- | ---- | ---- |
| 1  | ニューヨーク・ヤンキース       | 92   | 62   | .597 | --   |
| 2  | シカゴ・ホワイトソックス       | 82   | 72   | .532 | 10.0 |
| 3  | ボストン・レッドソックス       | 79   | 75   | .513 | 13.0 |
| 4  | クリーブランド・インディアンス | 77   | 76   | .503 | 14.5 |
| 5  | デトロイト・タイガース         | 77   | 77   | .500 | 15.0 |
| 6  | ボルチモア・オリオールズ       | 74   | 79   | .484 | 17.5 |
| 7  | カンザスシティ・アスレチックス | 73   | 81   | .474 | 19.0 |
| 8  | ワシントン・セネタース         | 61   | 93   | .396 | 31.0 |

| 順 | チーム                         | 勝利 | 敗戦 | 勝率 | G差  |
| -- | ------------------------------ | ---- | ---- | ---- | ---- |
| 1  | ミルウォーキー・ブレーブス     | 92   | 62   | .597 | --   |
| 2  | ピッツバーグ・パイレーツ       | 84   | 70   | .545 | 8.0  |
| 3  | サンフランシスコ・ジャイアンツ | 80   | 74   | .519 | 12.0 |
| 4  | シンシナティ・レッドレッグス   | 76   | 78   | .494 | 16.0 |
| 5  | シカゴ・カブス                 | 72   | 82   | .468 | 20.0 |
| 6  | セントルイス・カージナルス     | 72   | 82   | .468 | 20.0 |
| 7  | ロサンゼルス・ドジャース       | 71   | 83   | .461 | 21.0 |
| 8  | フィラデルフィア・フィリーズ   | 69   | 85   | .448 | 23.0 |

### オールスターゲーム
- ナショナルリーグ 3 - 4 アメリカンリーグ

### ワールドシリーズ
- ブレーブス 3 - 4 ヤンキース

| 10/1 – | ヤンキース | 3 | - | 4  |  | ブレーブス |
| 10/2 – | ヤンキース | 5 | - | 13 |  | ブレーブス |
| 10/4 – | ブレーブス | 0 | - | 4  |  | ヤンキース |
| 10/5 – | ブレーブス | 3 | - | 0  |  | ヤンキース |
| 10/6 – | ブレーブス | 0 | - | 7  |  | ヤンキース |
| 10/7 – | ヤンキース | 4 | - | 3  |  | ブレーブス |
| 10/9 – | ヤンキース | 6 | - | 2  |  | ブレーブス |

MVP：ボブ・ターリー (NYY)

## 個人タイトル

### アメリカンリーグ
| 項目   | 選手                         | 記録 |
| ------ | ---------------------------- | ---- |
| 打率   | テッド・ウィリアムズ (BOS)   | .328 |
| 本塁打 | ミッキー・マントル (NYY)     | 42   |
| 打点   | ジャッキー・ジェンセン (BOS) | 122  |
| 得点   | ミッキー・マントル (NYY)     | 127  |
| 安打   | ネリー・フォックス (CWS)     | 187  |
| 盗塁   | ルイス・アパリシオ (CWS)     | 29   |

| 項目   | 選手                       | 記録 |
| ------ | -------------------------- | ---- |
| 勝利   | ボブ・ターリー (NYY)       | 21   |
| 敗戦   | ペドロ・ラモス (WS1)       | 18   |
| 防御率 | ホワイティ・フォード (NYY) | 2.01 |
| 奪三振 | アーリー・ウィン (CWS)     | 179  |
| 投球回 | フランク・ラリー (DET)     | 260⅓ |
| セーブ | ライン・ダレン (NYY)       | 20   |

### ナショナルリーグ
| 項目   | 選手                         | 記録 |
| ------ | ---------------------------- | ---- |
| 打率   | リッチー・アシュバーン (PHI) | .350 |
| 本塁打 | アーニー・バンクス (CHC)     | 47   |
| 打点   | アーニー・バンクス (CHC)     | 129  |
| 得点   | ウィリー・メイズ (SF)        | 121  |
| 安打   | リッチー・アシュバーン (PHI) | 215  |
| 盗塁   | ウィリー・メイズ (SF)        | 31   |

| 項目   | 選手                       | 記録 |
| ------ | -------------------------- | ---- |
| 勝利   | ボブ・フレンド (PIT)       | 22   |
| 勝利   | ウォーレン・スパーン (ML1) | 22   |
| 敗戦   | ロン・クライン (PIT)       | 16   |
| 防御率 | ステュ・ミラー (SF)        | 2.47 |
| 奪三振 | サム・ジョーンズ (STL)     | 225  |
| 投球回 | ウォーレン・スパーン (ML1) | 290  |
| セーブ | ロイ・フェイス (PIT)       | 20   |

## 表彰

### 全米野球記者協会（BBWAA）表彰
| 表彰         | アメリカンリーグ             | ナショナルリーグ         |
| ------------ | ---------------------------- | ------------------------ |
| MVP          | ジャッキー・ジェンセン (BOS) | アーニー・バンクス (CHC) |
| サイヤング賞 | ボブ・ターリー (NYY)         | --                       |
| 最優秀新人賞 | アルビー・ピアソン (WS1)     | オーランド・セペダ (SF)  |

### ゴールドグラブ賞
| 守備位置 | 守備位置 | アメリカンリーグ           | ナショナルリーグ             |
| -------- | -------- | -------------------------- | ---------------------------- |
| 投手     | 投手     | ボビー・シャンツ (NYY)     | ハービー・ハディックス (CIN) |
| 捕手     | 捕手     | シャーム・ローラー (CWS)   | デル・クランドール (ML1)     |
| 一塁手   | 一塁手   | ビック・パワー (WS1)       | ギル・ホッジス (LAD)         |
| 二塁手   | 二塁手   | フランク・ボーリング (DET) | ビル・マゼロスキー (PIT)     |
| 三塁手   | 三塁手   | フランク・マルゾーン (BOS) | ケン・ボイヤー (STL)         |
| 遊撃手   | 遊撃手   | ルイス・アパリシオ (CWS)   | ロイ・マクミラン (CIN)       |
| 外 野 手 | 左翼手   | ノーム・シーバーン (NYY)   | フランク・ロビンソン (CIN)   |
| 外 野 手 | 中堅手   | ジム・ピアソール (BOS)     | ウィリー・メイズ (NYG)       |
| 外 野 手 | 右翼手   | アル・ケーライン (DET)     | ハンク・アーロン (ML1)       |

### その他表彰
ルー・ゲーリッグ賞
- ギル・マクドゥガルド (NYY)

ベーブ・ルース賞
- エルストン・ハワード (NYY)